# St. Galler Festspiele

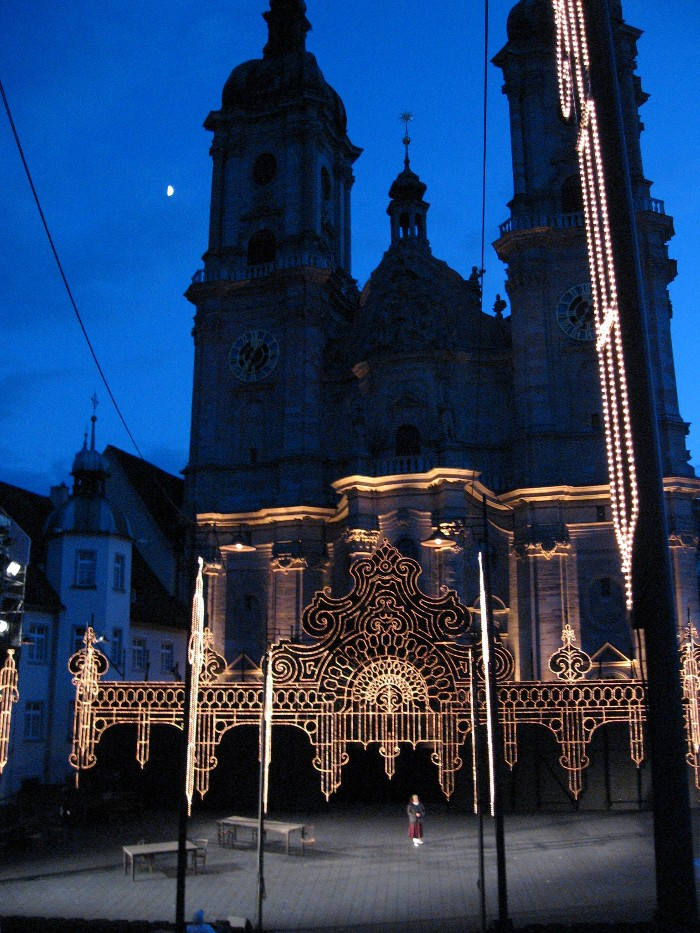
Probenbild für Cavalleria rusticana (2007); im Hintergrund die Türme der Stiftskirche

Die St. Galler Festspiele sind ein Kulturfestival, das jährlich im Juni/Juli im Kanton St. Gallen in der Schweiz stattfindet.
Die Festspiele fanden zum ersten Mal im Jahr 2006 im St. Galler Klosterbezirk, einem UNESCO-Weltkulturerbe, statt. Die Genossenschaft Konzert und Theater St. Gallen ist Trägerin des seitdem jährlich stattfindenden Kulturfestivals.
Das Programm der St. Galler Festspiele umfasst eine Oper, sodann Konzerte in verschiedenen Kirchen sowie Tanz, meist in der Kathedrale. Das Hausorchester der Festspiele ist das Sinfonieorchester St. Gallen.
Im Jahr 2024 wurde im Rahmen der St. Galler Festspiele einmalig auf dem Flumserberg im Südosten des Kantons St. Gallens die Semi-Oper The Fairy-Queen von Henry Purcell aus dem Jahr 1692 in einer Inszenierung von Anna Bernreitner aufgeführt.

## Geschichte
Bei den ersten Festspielen 2006 wurde die Carmina Burana als szenische Kantate aufgeführt – so, wie das vom Komponisten Carl Orff vorgesehen war. Bei dieser ersten Produktion hatten die Zuschauer die Türme der Kathedrale noch im Rücken.
Es gab nicht unerwartet auch kritische Reaktionen, die Festspiele an diesem speziellen Ort stattfinden zu lassen.
Dasselbe galt vermutlich auch bei der ersten Austragung des Tanzes in der Kathedrale; den experimentellen Charakter hat er mittlerweile verloren und ist fester Bestandteil der Festspiele.

## Produktionen auf der Freiluftbühne im Klosterhof
Als besondere Kulisse steht den Festspielen die Ostfassade der Kathedrale zur Verfügung. Dies wurde von den Festspielen im besten Falle als Aufforderung zum Finden einer geeigneten Oper verstanden, mit einem klaren Bezug zum Aufführungsort. Die Cavalleria rusticana beispielsweise (2007) spielt auf einem Dorfplatz, und im Verlauf der Handlung kommen die Leute aus der Kirche, respektive treffen sich Lola und Turiddu davor. In den folgenden Jahren wurden in der Regel wenig bekannte Werke gespielt, um programmatisch einen Kontrapunkt zu den oft populär programmierten Festspielen im In- und Ausland zu setzen. Die Oper im Jahr 2010 war eine Schweizer Erstaufführung und – anscheinend etwas weniger schmeichelhaft und deshalb nicht im Programm erwähnt – überhaupt erst vier Mal vorher aufgeführt worden.
Zum 20. Jubiläum der St. Galler Festspiele 2025 kam mit Giacomo Buccinis Tosca eines der populärsten Werke der Opernliteratur zur Aufführung. Auch die Oper Tosca ist wie geschaffen für diesen Aufführungsort, denn sie beginnt in einer Kirche.

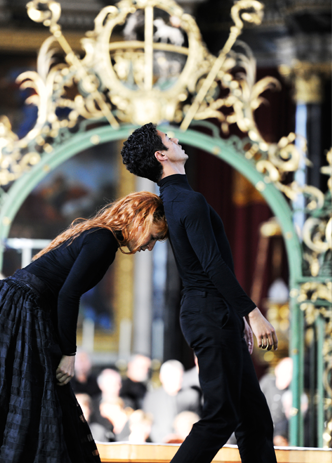
Sakraler Tanz im Innenraum der barocken Kathedrale

## Tanz und Konzerte
Die zweite Säule gilt dem Tanz. So wird jeweils eine für die Schweizer Tanzszene einmalige Tanzproduktion in der barocken St. Galler Kathedrale realisiert, welche sich inhaltlich und in der Ausführung ganz dem Kirchenraum verschreibt.
Die Konzerte bilden die dritte Programmsäule, wobei diese als Forum für Alte Musik stehen. Alle Konzerte finden in den sakralen Räumen um den Klosterplatz statt. Den Höhepunkt bildet jeweils das grosse Festkonzert in der Kathedrale, welches sich inhaltlich wiederum der Open-Air-Produktion verpflichtet fühlt.

## Produktionen
| Jahr | Oper | Tanz                                                               |
| ---- | --- | ------------------------------------------------------------------ |
| 2022 | Giuseppe Verdi: Giovanna d’Arco Musikalische Leitung: Modestas Pitrenas, Inszenierung: Barbora Horáková Programmänderung infolge des russischen Einmarsches in die Ukraine, ursprünglich geplant: Pjotr Iljitsch Tschaikowski: Die Jungfrau von Orléans Musikalische Leitung: Dmitri Jurowski, Inszenierung: Barbora Horáková | Gegen den Strom Tanzstück von Dimo Kirilov Milev                   |
| 2021 | Franz Schmidt: Notre Dame Musikalische Leitung: Michael Balke, Inszenierung: Carlos Wagner | Echo Tanzstück von Kinsun Chan                                     |
| 2020 | wegen COVID-19 abgesagt |                                                                    |
| 2019 | Giuseppe Verdi: Il trovatore Musikalische Leitung: Michael Balke, Inszenierung: Aron Stiehl | Desiderium Tanzstück von Yuki Mori                                 |
| 2018 | Giacomo Puccini: Edgar Musikalische Leitung: Leo Hussain, Inszenierung: Tobias Kratzer | Peregrinatio Tanzstück von Beate Vollack                           |
| 2017 | Alfredo Catalani: Loreley Musikalische Leitung: Stefan Blunier, Inszenierung: David Alden | Kranzrede Tanzstück von Jörg Weinöhl                               |
| 2016 | Jules Massenet: Le Cid Musikalische Leitung: Modestas Pitrenas, Inszenierung: Guy Joosten | Rosenkranz Tanzstück von Cathy Marston                             |
| 2015 | Giuseppe Verdi: I due Foscari Musikalische Leitung: Attilio Tomasello, Inszenierung: Carlos Wagner | Schweigerose Tanzstück von Jonathan Lunn                           |
| 2014 | Gaetano Donizetti: La favorita Musikalische Leitung: Attilio Tomasello, Inszenierung: Guy Montavon | Ignis Tanzstück von Marco Santi                                    |
| 2013 | Giuseppe Verdi: Attila Musikalische Leitung: Antonino Fogliani, Inszenierung: Stefano Poda | Impronte Choreographie: Marco Santi, Musik: Heinz Lieb             |
| 2012 | Hector Berlioz: La damnation de Faust Musikalische Leitung: Sébastien Rouland, Inszenierung: Carlos Wagner | Zwielicht Choreographie: Marco Santi, Komposition: Jay Schwartz    |
| 2011 | Giuseppe Verdi: I Lombardi alla prima crociata Musikalische Leitung: Antonino Fogliani, Inszenierung: Guy Montavon | Pert Em Hru Choreographie: Marco Santi, Komposition: Paul Giger    |
| 2010 | Gaetano Donizetti: Il diluvio universale Musikalische Leitung: Antonino Fogliani, Inszenierung: Inga Levant | Sacra Choreographie: Marco Santi, Komposition: Anne Champert       |
| 2009 | Camille Saint-Saëns: Samson et Dalila Musikalische Leitung: Sébastien Rouland, Inszenierung: Stefano Vizioli | Tanz in der Kathedrale Choreographie: Philipp Egli                 |
| 2008 | Giuseppe Verdi: Giovanna d’Arco Musikalische Leitung: Antonino Fogliani, Inszenierung: Giancarlo del Monaco | Tanz in der Kathedrale Choreographie: Philipp Egli, Roberto Galvan |
| 2007 | Pietro Mascagni: Cavalleria rusticana Musikalische Leitung: Antonello Allemandi, Inszenierung: Arnaud Bernard | Tanz in der Kathedrale Choreographie: Philipp Egli, Roberto Galvan |
| 2006 | Carl Orff: Carmina Burana Musikalische Leitung: Jiří Kout, Inszenierung: Josef E. Köpplinger | Tanz in der Kathedrale Choreographie: Philipp Egli, Jörg Mannes    |